# Miss Pernambuco 2015
Miss Pernambuco 2015 foi a 60ª edição do tradicional concurso de beleza feminina de Miss Pernambuco que selecionou a melhor candidata do Estado para que esta dispute a tão desejada coroa de Miss Brasil 2015. O evento contou com a participação de 26 candidatas em busca do título estadual em um concurso que teve preliminares na cidade de Caruaru e a final em Recife, mais precisamente no dia nove de Julho dentro do Teatro do IMP. O concurso é coordenado pelo jornalista Miguel Braga em parceria com a TV Tribuna, filiada da Band na região, que transmitiu o concurso três dias depois de realizado. Rhayanne Nery, vencedora da edição anterior coroou sua sucessora ao título no final da competição.

## Resultados

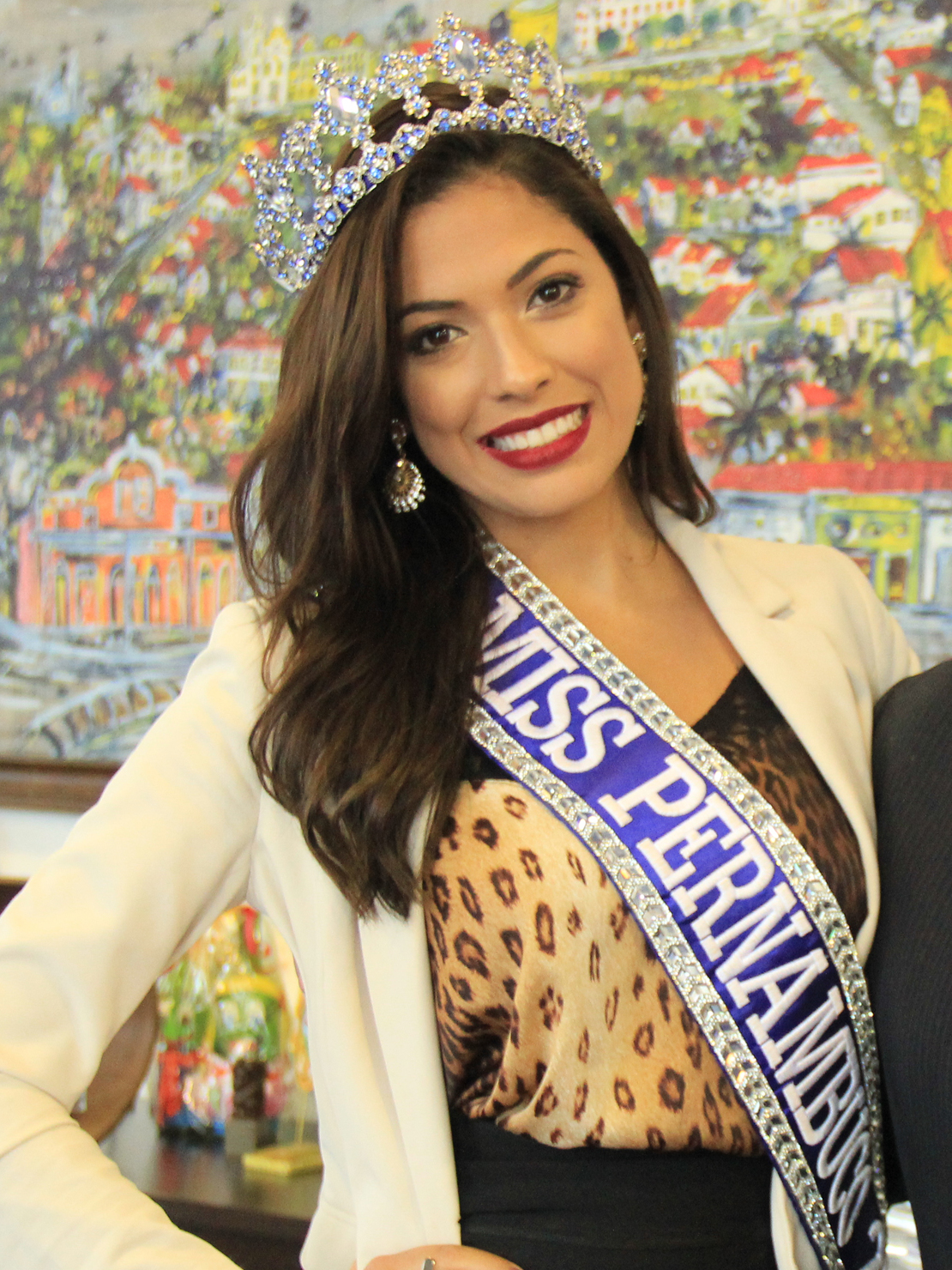
Campeã: Sayonara Veras

### Colocações
| Posição                 | Município e Candidata |
| Miss Pernambuco         | - Olinda - Sayonara Veras |
| 2º. Lugar               | - Santa Cruz - Brenda Pontes |
| 3º. Lugar               | - Tabira - Andressa Alves |
| 4º. Lugar               | - Garanhuns - Alany Melo |
| 5º. Lugar               | - Fernando de Noronha - Ana Kézya |
| 6º. Lugar               | - Cabo Agostinho - Éricka Melo |
| (TOP 10) Semifinalistas | - Beleza Regional - Joice Adélia - Recife - Paula Brandão - Ribeirão - Roberta Xavier - Serra Talhada - Thayane Pereira                        |
| (TOP 15) Semifinalistas | - Araçoiaba - Janinne França - Bezerros - Renata Karoline - Caruaru - Yasmin Fernanda - Custódia - Bruna Rodrigues - Vertentes - Letícia Costa |

### Prêmios Especiais
- O concurso distribuirá os seguintes prêmios este ano:[4]

| Prêmio              | Candidata                    |
| Miss Simpatia       | - Toritama - Glória Moreno   |
| Miss Popularidade   | - Bezerros - Renata Karoline |
| Melhor Traje Típico | - Olinda - Sayonara Veras    |

### Ordem dos Anúncios
| 1. Bezerros 2. Beleza Regional 3. Recife 4. Vertentes 5. Tabira 6. Custódia 7. Caruaru 8. Cabo de Santo Agostinho 9. Fernando de Noronha 10. Garanhuns 11. Santa Cruz do Capibaribe 12. Araçoiaba 13. Olinda 14. Serra Talhada 15. Ribeirão | 1. Beleza Regional 2. Recife 3. Tabira 4. Cabo de Santo Agostinho 5. Fernando de Noronha 6. Garanhuns 7. Santa Cruz do Capibaribe 8. Olinda 9. Serra Talhada 10. Ribeirão | 1. Cabo de Santo Agostinho 2. Fernando de Noronha 3. Garanhuns 4. Olinda 5. Santa Cruz do Capibaribe 6. Tabira |  |

## Resposta Final
Questionada sobre qual a raiz do problema atual sócio-econômico do Brasil, a vencedora respondeu:
| “ | Boa noite senhoras e senhores, boa noite aos jurados. Bom, eu acredito que o problema está enraizado na população, infelizmente não procuramos saber da onde vem nossos governantes, a procedência deles, não fiscalizamos então não temos direito algum de cobrar deles, certo? Antes dos nossos direitos vêm os nossos deveres, e agora nós passamos sim por um momento de crise, mas acredito que nós, como os brasileiros nunca desistimos e vamos correr atrás e vamos melhorar essa situação do nosso País. Muito Obrigada, boa noite. | ” |

## Jurados
| 1. Luiza Nogueira, arquiteta; 2. Romilda Monteiro, diretora comercial da TV Tribuna; 3. Milu Megale, gerente geral de comunicação do Governo de Pernambuco; 4. Denise Gouvêa, empresária; 5. Roberta Jungmann, jornalista e colunista social; 6. Eráclito Diniz, empresário da Moda; 7. Sophia Lins, empresária e Presidente do Lide Mulher; 8. Marina Lemos, gerente de Marketing da Vitarella; 9. Eduarda Brennand, empresária e dona da FriSabor; 10. Jayme Asfora, secretário executivo da Prefeitura do Recife; 11. Luís Eduardo Antunes, Presidente da Empetur; 12. Renata Gusmão, sócia-diretora da Agência Blackninja; | 1. Dany Khadydja, colunista de moda e blogueira; 2. Mary Mansur, empresária da Moda; 3. Luís Cláudio Monte, empresário; 4. Luís Felipe Vieira, procurador federal; 5. Augusto Werner, editor da Werner Magazine; 6. Manoela Duarte, empresária; 7. Sérgio Bonfá, diretor-presidente do Resort Praia Bonita; 8. Toinho Silva, jornalista e colunista social potiguar; 9. Daniel Barros, diretor do Buffet D'Artes; 10. Fernando Machado, jornalista, colunista social e blogueiro; 11. Marcolino Júnior, jornalista e colunista social de Caruaru. |

## Candidatas
| - Afogados - Jhenifer Gabrielly - Araçoiaba - Janinne França - Barreiros - Cynthia Oliveira - Beleza Regional - Joice Adélia - Bezerros - Renata Karoline - Cabo Agostinho - Éricka Melo - Carnaíba - Bruna Vitória - Carpina - Laís Aguiar - Caruaru - Yasmin Fernanda - Custódia - Bruna Rodrigues - Fernando de N. - Ana Kézya Alves - Focca - Gabriela Veloso - Garanhuns - Alany Melo | - Gravatá - Gabrielly Lima - Igarassu - Gizele Tavares - Olinda - Sayonara Veras - Palmares - Maria Cláudia Souza - Recife - Paula Brandão - Ribeirão - Roberta Xavier - Santa Cruz - Brenda Pontes - Serra Talhada - Thayane Pereira - Surubim - Thais Araújo - Tabira - Andressa Alves - Toritama - Glória Moreno - Vertentes - Letícia Costa - Vitória - Wyllyane Veloso |

## Histórico
| 1. Araripina - Thaís Kellen 2. Fazenda Nova - Clécia Lima 3. Jaboatão dos Guararapes - Helen Lacerda 4. Paulista - Sayonara Santos 5. Petrolina - Rebecca Leal 6. Toritama - Jéssica Williana 7. Taquaritinga do Norte - Janielle Barros 1. Araçoiaba 2. Focca | 1. (Última vez: em 2013) - Beleza Regional 2. (Última vez: em 2008) - Cabo de Santo Agostinho 3. (Última vez: em 2008) - Carnaíba 4. (Última vez: em 2000) - Fernando de Noronha 5. (Última vez: em 2013) - Igarassu 6. (Última vez: em 2013) - Toritama 7. (Última vez: em 2006) - Vitória de Santo Antão 1. Surubim - Arielly Cabral renunciou. Assume Thaís Araújo. |

## Crossovers

### Estadual
Miss Paraíba
- 201: Fernando de Noronha - Ana Kézya Alves (Top 10)
  - (Representando o município de Patos)

Miss Pernambuco
- 2009: Cabo Agostinho - Éricka Melo (Top 15)
  - (Representando o município de Paudalho)
- 2013: Tabira - Andressa Alves (3º. Lugar)
  - (Representando o município de Caruaru)

### Nacional
Miss Mundo Brasil
- 2014: Tabira - Andressa Alves (Top 21)
  - (Representando o Estado de Pernambuco)

Miss Brasil Latina
- 2013: Santa Cruz do Capibaribe - Brenda Pontes (Top 5)
  - (Representando o Estado do Ceará)

### Outros
Garota Verão de Timbaúba
- 2009: Beleza Regional - Joice Adélia (Vencedora)
  - (Representando um clube de Timbaúba)